# August Förster
August Förster (Weimar, 8 luglio 1822 – Würzburg, 15 marzo 1865) è stato un anatomista e patologo tedesco.

## Biografia
Nacque a Weimar, e studiò presso l'Università di Jena (1841-1845). In seguito divenne professore presso l'Università Georg-August di Gottinga (1852), poi si trasferì all'Università di Würzburg nel 1858 come professore ordinario di anatomia patologica. Le sue indagini sulla istologia patologica e teratologia sono stati ampiamente noti.
Nel 1854 fornì una prima descrizione di cristalli di Charcot-Leyden, e nel 1862, descrisse quello che sarebbe poi diventato noto come sindrome di Meckel.

## Opere
- Lehrbuch der pathologischen Anatomie (10ª edizione 1875).
- Atlas der mikroskopischen pathologischen Anatomie (1854-1859).
- Grundriss der Encyklopädie und Methodologie der Medizin (1857).
- Die Mißbildungen des Menschen systematisch dargestellt (1861).[3][4]